# Ліам Волкер
Ліам Волкер (англ. Liam Walker; нар. 13 квітня 1988, Англія) — англійський та гібралтарський футболіст, півзахисник клубу «Сент-Джозефс».
Виступав, зокрема, за клуби «Портсмут» та «Бней-Єгуда», а також національну збірну Гібралтару.

## Клубна кар'єра
Хоча народився Ліам в Англії, свою професійну кар'єру футболіста розпочав у нижчолігових клубах Іспанії, серед яких найбільш помітним є клуб аж третьої іспанської ліги «Сан-Роке», за який він відіграв два сезони 2011/12 та 2013/14 років.
У сезоні 2012/13 виступав за англійський клуб «Портсмут» (1-ша футбольна ліга). У складі «синіх» він провів 26 матчів та забив два голи.
У 2014 відзначився виступами за ізраїльський клуб «Бней-Єгуда», 13 матчів та один гол.
16 вересня 2014 півзахисник уклав контракт із гібралтарським клубом «Лінкольн Ред Імпс», у складі якого провів 43 гри та забив 24 голи.
18 серпня 2016 уклав контракт з іншою гібралтарською командою «Юероп» у складі якої провів сезон після чого повернувся до Англії, де також відіграв за місцевий «Ноттс Каунті».
Влітку 2018 знову повернувся до гібралтарської команди «Юероп». Цього разу відіграв за цей клуб три сезони, після чого перейшов до «Лінкольн Ред Імпс». 
Влітку 2024 року перейшов до клубу «Сент-Джозефс», кольори якого наразі захищає.

## Виступи за збірну
2013 року дебютував в офіційних матчах у складі національної збірної Гібралтару. Наразі провів у формі головної команди країни 63 матчі. Вперше відзначився в матчі проти греків у відборі до чемпіонату світу 2018.

### Статистика виступів за збірну
Станом на 13 жовтня 2024.
| Збірна    | Рік   | Матчі | Голи |
| --------- | ----- | ----- | ---- |
| Гібралтар | 2013  | 1     | 0    |
| Гібралтар | 2014  | 7     | 0    |
| Гібралтар | 2015  | 7     | 0    |
| Гібралтар | 2016  | 7     | 1    |
| Гібралтар | 2017  | 6     | 0    |
| Гібралтар | 2018  | 7     | 1    |
| Гібралтар | 2019  | 9     | 0    |
| Гібралтар | 2020  | 6     | 0    |
| Гібралтар | 2021  | 7     | 1    |
| Гібралтар | 2022  | 10    | 2    |
| Гібралтар | 2023  | 8     | 0    |
| Гібралтар | 2024  | 8     | 1    |
| Разом     | Разом | 83    | 6    |

## Титули і досягнення
- Чемпіон Гібралтару (6):

«Лінкольн Ред Імпс»: 2014-15, 2015-16, 2021-22, 2022-23, 2023-24
«Юероп»: 2016-17
- Володар Кубка Гібралтару (6):

«Лінкольн Ред Імпс»: 2014-15, 2016, 2022, 2024
«Юероп»: 2017, 2019
- Володар Суперкубка Гібралтару (4):

«Лінкольн Ред Імпс»: 2015, 2022
«Юероп»: 2019
«Сент-Джозефс»: 2024